# Urva
Urva ist eine in Südasien vorkommende Gattung der Mangusten. Alle neun Arten der Gattung gehörten bis vor kurzem zur Gattung Herpestes. Verschiedene, auf DNA-Vergleichen beruhende Untersuchungen zeigten jedoch, dass das in Afrika lebende Ichneumon (Herpestes ichneumon), die Typusart der Gattung Herpestes, näher mit den Schlankmangusten (Galerella) verwandt ist als mit den asiatischen Herpestes-Arten. Die Gattungen wurden daraufhin neu sortiert, die Schlankmangusten wurden Herpestes zugeordnet und für die asiatischen Herpestes-Arten wurde die Gattung Urva revalidiert, die schon 1837 durch den britische Naturforscher Brian Houghton Hodgson für die Krabbenmanguste (Urva urva) eingeführt wurde. Urva-Arten leben in Südasien vom Irak im Westen über Indien und Sri Lanka bis nach Borneo, Java und Südchina im Osten. Die nächsten Verwandten der Gattung Urva sind die Sumpfmanguste (Atilax paludinosus) und die Langnasenmanguste (Xenogale naso), die beide in Afrika vorkommen.

## Merkmale
Wie alle Mangusten sind die Urva-Arten kleine bis mittelgroße fleischfressende Säugetiere mit langem, schlanken Körper und relativ kurzen Beinen. Das Fell ist meist einfarbig grau oder braun gefärbt. Ihre Kopf-Rumpf-Länge liegt bei 25 bis 61 cm, der Schwanz erreicht eine Länge von 17 bis 61 cm und das Gewicht beträgt 0,3 bis 4,1 kg. Die Abtrennung der Gattung Urva von Herpestes geschah ausschließlich aufgrund genetischer Unterschiede und eine Beschreibung morphologischer Unterschiede zwischen den Gattungen liegt bislang nicht vor.

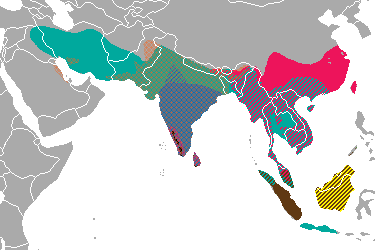
Die Verbreitungsgebiete der Urva-Arten
U. javanica
U. edwardsii
U. auropunctata
U. smithii
U. vitticolla und U. fusca (schwarz)
U. urva
U. brachyura
U. semitorquata

## Arten
Zur Gattung Urva gehören neun Arten:
- die Krabbenmanguste (Urva urva) ist vom nordöstlichen Indien bis zur Malaiischen Halbinsel verbreitet. Ihr Fell ist gräulich gefärbt, weiße Streifen erstrecken sich vom Mund bis zum Nacken. Die Art ist stärker an eine wasserbewohnende Lebensweise angepasst und nachtaktiv.
- der Goldstaubmungo (Urva auropunctata) kommt auf dem Indischen Subkontinent und in Afghanistan vor.
- die Kurzschwanzmanguste (Urva brachyura) lebt auf der Malaiischen Halbinsel, Sumatra, Borneo und Palawan. Sie hat ein gräuliches Fell und eine relativ kurzen, dicken Schwanz.
- der Indische Mungo (Urva edwardsii) bewohnt Teile der Arabischen Halbinsel und Vorderasiens sowie den Indischen Subkontinent.
- die Indische Kurzschwanzmanguste (Urva fusca) ähnelt äußerlich stark der Kurzschwanzmanguste und wird manchmal nur als deren Unterart angesehen. Die Art ist im südwestlichen Indien und auf Sri Lanka beheimatet.
- der Kleine Mungo (Urva javanica) ist eine relativ kleine Art, die in Südostasien verbreitet ist.
- die Halsbandmanguste (Urva semitorquata) ist auf Sumatra und Borneo beheimatet. Über diese Art ist kaum etwas bekannt.
- die Indische Rotmanguste (Urva smithii) ähnelt dem Indischen Mungo, wird aber etwas größer. Ihr Fell ist dunkelbraun und oft mit einem leichten Rotstich versehen. Beheimatet ist diese Art in Indien und Sri Lanka. In stärkerem Ausmaß als die anderen Vertreter lebt sie in Wäldern.
- die Halsstreifenmanguste (Urva vitticolla) ist die größte asiatische Mangustenart und lebt im südlichen Indien und auf Sri Lanka. Ihre Fellfärbung variiert von rötlichbraun bis graubraun, charakteristisch ist der schwarze Streifen entlang beider Seiten des Nackens. Sie ist tagaktiv und findet sich oft in der Nähe von Gewässern.